# Дискография группы «Винтаж»
Дискография российской поп-группы «Винтаж» включает в себя 6 студийных альбомов, 1 мини-альбом, 40 синглов, 5 промосинглов, 3 концертных альбома и 43 видеоклипa. Дебютный альбом коллектива, «Криминальная любовь», был выпущен тиражом в сто тысяч экземпляров. Последующие студийные пластинки группы попали в Топ-25 российского чарта альбомов, по версии компаний 2М и Lenta.ru. Альбом Sex занял 115-ю строчку в чарте самых продаваемых в России альбомов на физических носителях за 2010 год, по информации компаний 2М и Lenta.ru.
За 2008—2013 год у группы восемь попаданий в тройку российского радиочарта. «Плохая девочка», «Одиночество любви», «Ева» и «Роман» стали популярными на радио хитами и прозвучали в эфире более 300 тысяч раз. Наиболее успешной песней группы «Винтаж» является «Ева», прозвучавшая в эфире более 456 тысяч раз. Песня продержалась на вершине радиочарта 9 недель. Композиция также стала самой ротируемой русскоязычной песней за 2009 год.

## Альбомы

### Студийные альбомы
| Название            | Информация | Позиции в чартах  | Продажи                         |
| Название            | Информация | 2М Россия. Топ-25 | Продажи                         |
| ------------------- | --- | ----------------- | ------------------------------- |
| Криминальная любовь | - Выпущен: 22 ноября 2007 - Лейбл: Velvet Music, Sony Music - Формат: CD, CD+DVD                                              | —                 | - Россия: 100 тысяч экземпляров |
| Sex                 | - Выпущен: 1 октября 2009 - Лейбл: Velvet Music, Gala Records - Формат: CD, CD+DVD, цифровая дистрибуция, USB-флеш-накопитель | 12                | —                               |
| Анечка              | - Выпущен: 28 сентября 2011 - Лейбл: Velvet Music, CD Land - Формат: CD, цифровая дистрибуция                                 | 24                | —                               |
| Very Dance          | - Выпущен: 7 февраля 2013 - Лейбл: Velvet Music, студия «Союз» - Формат: CD, цифровая дистрибуция                             | 10                | —                               |
| Decamerone          | - Выпущен: 22 июля 2014 - Лейбл: Velvet Music - Формат: CD, цифровая дистрибуция                                              | 1                 | —                               |
| Навсегда            | - Выпущен: 14 апреля 2020 - Лейбл: Velvet Music - Формат: CD, цифровая дистрибуция                                            | —                 | —                               |

### Мини-альбомы
| Название                                 | Информация                                                                   | Примечание |
| ---------------------------------------- | ---------------------------------------------------------------------------- | --- |
| Быстрые движения — EP (Винтаж & Red Max) | - Релиз: 14 апреля 2021 - Лейбл: Velvet Music - Формат: Цифровая дистрибуция | \| № \| Название \| Длительность \| \| -- \| --------------------- \| ------------ \| \| 1. \| «С замиранием сердца» \| 3:03 \| \| 2. \| «Глупая любовь» \| 3:12 \| \| 3. \| «Быстрые движения» \| 3:41 \| \| 4. \| «Песочные часы» \| 3:01 \| \| 5. \| «Параллели» \| 2:41 \| |
| №                                        | Название                                                                     | Длительность |
| 1.                                       | «С замиранием сердца»                                                        | 3:03 |
| 2.                                       | «Глупая любовь»                                                              | 3:12 |
| 3.                                       | «Быстрые движения»                                                           | 3:41 |
| 4.                                       | «Песочные часы»                                                              | 3:01 |
| 5.                                       | «Параллели»                                                                  | 2:41 |

### Сборники
| Год  | Название                                                                                                   |
| ---- | --- |
| 2014 | Light - Выпущен: 17 марта 2014 - Лейбл: Velvet Music - Формат: CD, Цифровая дистрибуция                    |
| 2014 | Микки. Альтернатива - Выпущен: 17 марта 2014 - Лейбл: Velvet Music - Формат: CD, Цифровая дистрибуция      |
| 2015 | LIVE 1.0 - Выпущен: 8 октября 2015 - Лейбл: Velvet Music - Формат: Цифровая дистрибуция                    |
| 2021 | Platinum 1 - Выпущен: 23 апреля 2021 - Лейбл: Bordercollie Records - Формат: Цифровая дистрибуция          |
| 2021 | Platinum 2 - Выпущен: 28 мая 2021 - Лейбл: Bordercollie Records - Формат: Цифровая дистрибуция             |
| 2022 | RMX (Винтаж & Red Max) - Выпущен: 1 июня 2022 - Лейбл: Bordercollie Records - Формат: Цифровая дистрибуция |

### Концертные альбомы
| Год  | Название                                                                   |
| ---- | -------------------------------------------------------------------------- |
| 2007 | Криминальная любовь - Выпущен: 2007 - Лейбл: Монолит Рекордс - Формат: DVD |
| 2010 | Sex - Выпущен: 17 ноября 2010 - Лейбл: Gala Records - Формат: DVD          |
| 2013 | История плохой девочки - Выпущен: 2013 - Лейбл: Velvet Music - Формат: DVD |

## Синглы
| Год                                            | Название                                               | Страна/территория (чарт)   | Страна/территория (чарт)           | Страна/территория (чарт)           | Страна/территория (чарт)                    | Страна/территория (чарт)          | Страна/территория (чарт)   | Страна/территория (чарт)                          | Страна/территория (чарт)             | Страна/территория (чарт)                   | Альбом                                   |
| Год                                            | Название                                               | СНГ (Tophit Общий Топ-100) | Россия (Tophit Российский Топ-100) | Россия (Tophit Московский Топ-100) | Россия (Tophit Санкт-Петербургский Топ-100) | Украина (Tophit Киевский Топ-100) | СНГ (Tophit Годовой общий) | Россия (2М. Топ 10. Цифровые треки)/Россия Itunes | Россия (Красная звезда. Чарт продаж) | Россия и СНГ (Tophit Недельный по заявкам) | Альбом                                   |
| ---------------------------------------------- | ------------------------------------------------------ | -------------------------- | ---------------------------------- | ---------------------------------- | ------------------------------------------- | --------------------------------- | -------------------------- | ------------------------------------------------- | ------------------------------------ | ------------------------------------------ | ---------------------------------------- |
| 2006                                           | «Mama Mia»                                             | 225                        | —                                  | 77                                 | —                                           | —                                 | 184                        | —                                                 | —                                    | 226                                        | Криминальная любовь/Platinum 1           |
| 2007                                           | «Целься»                                               | 18                         | —                                  | 37                                 | —                                           | —                                 | 149                        | —                                                 | —                                    | 24                                         | Криминальная любовь/Platinum 1           |
| 2007                                           | «Всего хорошего»                                       | 14                         | —                                  | 27                                 | —                                           | —                                 | 108                        | —                                                 | —                                    | 23                                         | Криминальная любовь/Platinum 1           |
| 2008                                           | «Плохая девочка» (совместно с Еленой Кориковой)        | 1                          | —                                  | 6                                  | 9                                           | 2                                 | 13                         | —                                                 | —                                    | 1                                          | Sex/Platinum 1/RMX — EP                  |
| 2008                                           | «Одиночество любви»                                    | 1                          | —                                  | 4                                  | 9                                           | 11                                | 54(2008) 74(2009)          | —                                                 | —                                    | 1                                          | Sex/Platinum 1/RMX — EP                  |
| 2009                                           | «Ева»                                                  | 1                          | —                                  | 1                                  | 1                                           | 11                                | 2                          | —                                                 | —                                    | 1                                          | Sex/Platinum 1/RMX — EP                  |
| 2009                                           | «Девочки-лунатики»                                     | 14                         | —                                  | 32                                 | 17                                          | —                                 | 132                        | —                                                 | —                                    | 3                                          | Sex/Platinum 1                           |
| 2009                                           | «Victoria»                                             | 1                          | —                                  | 4                                  | 6                                           | 3                                 | 38                         | —                                                 | —                                    | 6                                          | Sex/Platinum 1                           |
| 2010                                           | «Микки»                                                | 25                         | —                                  | 35                                 | 36                                          | —                                 | 192                        | —                                                 | 49                                   | 28                                         | Анечка/Platinum 1                        |
| 2010                                           | «Роман»                                                | 3                          | 9                                  | 6                                  | 11                                          | 8                                 | 60                         | 8                                                 | 18                                   | 2                                          | Анечка/RMX — EP                          |
| 2011                                           | «Мама-Америка»                                         | 16                         | 14                                 | 19                                 | 27                                          | 22                                | 49                         | —                                                 | 19                                   | 5                                          | Анечка                                   |
| 2011                                           | «Деревья»                                              | 13                         | 13                                 | 19                                 | 18                                          | 38                                | 149                        | 9                                                 | 13                                   | 4                                          | Анечка                                   |
| 2012                                           | «Москва» (совместно с DJ Smash)                        | 1                          | 1                                  | 2                                  | 1                                           | —                                 | 8                          | —                                                 | 35                                   | 17                                         | Very Dance                               |
| 2012                                           | «Нанана» (совместно с Bobina)                          | 114                        | —                                  | —                                  | —                                           | —                                 | —                          | —                                                 | 78                                   |                                            | Very Dance                               |
| 2012                                           | «Свежая вода» (совместно с ChinKong)                   | 3                          | 5                                  | 7                                  | 6                                           | 92                                | 196(2012) 94(2013)         | 20                                                | —                                    | 31                                         | Very Dance                               |
| 2013                                           | «Voyage» (совместно с Sasha Dith)                      | 169                        | —                                  | —                                  | —                                           | —                                 | —                          | —                                                 | —                                    | —                                          | без альбома                              |
| 2013                                           | «Знак Водолея»                                         | 1                          | 2                                  | 5                                  | 2                                           | 1                                 | 9                          | 3                                                 | 1                                    | 1                                          | Decamerone/RMX — EP                      |
| 2013                                           | «Три желания» (совместно с DJ Smash)                   | 33                         | 29                                 | 43                                 | 40                                          | —                                 | 130                        | —                                                 | —                                    | 5                                          | Decamerone                               |
| 2014                                           | «Когда рядом ты»                                       | 1                          | 1                                  | 1                                  | 3                                           | 19                                | 6                          | —                                                 | —                                    | 1                                          | Decamerone                               |
| 2016                                           | «Кто хочет стать королевой»                            | 42                         | —                                  | —                                  | —                                           | —                                 | —                          | —                                                 | —                                    | —                                          | без альбома                              |
| 2019                                           | «Преступление и наказание»                             | —                          | —                                  | —                                  | —                                           | —                                 | —                          | —                                                 | —                                    | —                                          | Навсегда                                 |
| 2020                                           | «Из Токио»                                             | —                          | —                                  | —                                  | —                                           | —                                 | —                          | —                                                 | —                                    | —                                          | Навсегда                                 |
| 2020                                           | «Новая жизнь»                                          | 10                         | —                                  | —                                  | —                                           | —                                 | —                          | —                                                 | —                                    | —                                          | без альбома                              |
| 2020                                           | «Асталависта»                                          | —                          | —                                  | —                                  | —                                           | —                                 | —                          | —                                                 | —                                    |                                            | без альбома                              |
| 2020                                           | «Белая 2.0» (совместно с Никитой Киоссе)               | —                          | —                                  | —                                  | —                                           | —                                 | —                          | —                                                 | —                                    | —                                          | без альбома                              |
| 2021                                           | «С замиранием сердца»                                  | —                          | —                                  | —                                  | —                                           | —                                 | —                          | —                                                 | —                                    | —                                          | Быстрые движения — EP (Винтаж & Red Max) |
| 2021                                           | «Быстрые движения»                                     | —                          | —                                  | —                                  | —                                           | —                                 | —                          | —                                                 | —                                    | —                                          | Быстрые движения — EP (Винтаж & Red Max) |
| 2021                                           | «Наревусь»                                             | —                          | —                                  | —                                  | —                                           | —                                 | —                          | —                                                 | —                                    | —                                          | без альбома                              |
| 2021                                           | «Ответь»                                               | —                          | —                                  | —                                  | —                                           | —                                 | —                          | —                                                 | —                                    | —                                          | без альбома                              |
| 2022                                           | «Автоответчик»                                         | —                          | —                                  | —                                  | —                                           | —                                 | —                          | —                                                 | —                                    | —                                          | без альбома                              |
| 2022                                           | «Королева мейнстрима» (feat. Вячеслав Макаров)         | —                          | —                                  | —                                  | —                                           | —                                 | —                          | —                                                 | —                                    | —                                          | без альбома                              |
| 2022                                           | «Лети за солнцем» (Filatov & Karas Mix)                | —                          | —                                  | —                                  | —                                           | —                                 | —                          | —                                                 | —                                    | —                                          | без альбома                              |
| 2022                                           | «Вот и всё» (совм. с Red Max)                          | —                          | —                                  | —                                  | —                                           | —                                 | —                          | —                                                 | —                                    | —                                          | без альбома                              |
| 2022                                           | «Без шансов» (совм. с Dead Blonde)                     | —                          | —                                  | —                                  | —                                           | —                                 | —                          | —                                                 | —                                    | —                                          | Сплетница (альбом Dead Blonde)           |
| 2022                                           | «Родные люди»                                          | 25                         | 17                                 | 4                                  | —                                           | —                                 | —                          | —                                                 | —                                    | —                                          | без альбома                              |
| 2023                                           | «Питер, я улетаю» (совм. с Cosmo & Skoro)              | —                          | —                                  | —                                  | —                                           | —                                 | —                          | —                                                 | —                                    | —                                          | без альбома                              |
| 2023                                           | «Вариации»                                             | —                          | —                                  | —                                  | —                                           | —                                 | —                          | —                                                 | —                                    | —                                          | без альбома                              |
| 2023                                           | «Плохая девочка» (совм. с Травмой, Skidri & Dvrklxght) | 1                          | 1                                  | 1                                  | —                                           | —                                 | —                          | —                                                 | —                                    | —                                          | без альбома                              |
| 2023                                           | «Очень плохая девочка» (совм. с Skidri)                | —                          | —                                  | —                                  | —                                           | —                                 | —                          | —                                                 | —                                    | —                                          | без альбома                              |
| 2023                                           | «Под зонтом» (совм. с ST)                              | —                          | —                                  | —                                  | —                                           | —                                 | —                          | —                                                 | —                                    | —                                          | TBA                                      |
| 2023                                           | «Госпожа» (совм. с Травмой)                            | —                          | —                                  | —                                  | —                                           | —                                 | —                          | —                                                 | —                                    | —                                          | TBA                                      |
| 2024                                           | «Патрики»                                              | —                          | —                                  | —                                  | —                                           | —                                 | —                          | —                                                 | —                                    | —                                          | TBA                                      |
| «—» означает, что сингл не попал в чарт страны |                                                        |                            |                                    |                                    |                                             |                                   |                            |                                                   |                                      |                                            |                                          |

«—» песня отсутствовала в чарте

Примечание 1: с 1 января 2011 года Общий чарт TopHit был разделён на соответственно: Российский Топ-100 и Украинский Топ-100. До 2011 года, песни не попадали в Российский Топ-100, поскольку он ещё не был сформирован. Высшая позиция для песни «Роман» показана только за 2011 год.
Примечание 2: многие песни группы выходили в конце года и поэтому не получали высоких позиций в годовом чарте. Например, если бы все ротации песни «Роман» пришлись на 2010 год, то песня бы попала в десятку годового чарта.
Примечание 3: чарт компании 2М составляется раз в две недели на основе продаж полных версий песен в интернет-магазинах, через мобильные сервисы, а также на основе стриминга (бесплатного прослушивания) композиций на территории России.
Примечание 4: «Чарт продаж» портала «Красная звезда» составляется ежемесячно только по русскоязычным песням. Основан на информации, полученной от российского издания журнала Billboard, и включает как цифровые продажи, так и продажи треков в составе альбомов.

### Промосинглы
| Год  | Название                                            | Позиции в чартах           | Альбом      |
| Год  | Название                                            | СНГ (Tophit Общий Топ-100) | Альбом      |
| ---- | --------------------------------------------------- | -------------------------- | ----------- |
| 2006 | «10 поцелуев»                                       | 66                         | без альбома |
| 2012 | «Танцуй в последний раз» (совместно с Roma Kenga)   | —                          | Very Dance  |
| 2013 | «Play» (совместно с Kirill Clash)                   | —                          | Very Dance  |
| 2015 | «Город, где сбываются мечты» (совместно с DJ Smash) | —                          | без альбома |
| 2016 | «Сны»                                               | —                          | без альбома |

### Другие песни в чартах
| Год  | Название                                     | Страна/территория (Чарт)               | Страна/территория (Чарт)                | Альбом     |
| Год  | Название                                     | Россия («Красная звезда». Чарт продаж) | Россия («Красная звезда». Сводный чарт) | Альбом     |
| ---- | -------------------------------------------- | -------------------------------------- | --------------------------------------- | ---------- |
| 2011 | «Стерео»                                     | 13                                     | 100                                     | Анечка     |
| 2011 | «Ave Maria»                                  | 48                                     | —                                       | Анечка     |
| 2011 | «Амстердам» (совм. с Владимиром Пресняковым) | 47                                     | —                                       | Анечка     |
| 2011 | «Запретный мир»                              | 46                                     | —                                       | Анечка     |
| 2011 | «XXI век»                                    | 50                                     | —                                       | Анечка     |
| 2014 | «Инфанта»                                    | —                                      | 91                                      | Decamerone |

«—» песня отсутствовала в чарте

Примечание: «Чарт продаж» портала «Красная звезда» составляется ежемесячно только по русскоязычным песням. Основан на информации, полученной от российского издания журнала Billboard и включает как цифровые продажи, так и продажи треков в составе альбомов.

## Видеоклипы
| Год  | Клип                                                | Режиссёр           | Альбом                                   |
| ---- | --------------------------------------------------- | ------------------ | ---------------------------------------- |
| 2006 | «Мама Міа»                                          | Евгений Курицын    | Криминальная любовь/Platinum 1           |
| 2007 | «Целься»                                            | Владимир Янковский | Криминальная любовь/Platinum 1           |
| 2007 | «Всего хорошего»                                    | Гоша Таидзе        | Криминальная любовь/Platinum 1           |
| 2008 | «Плохая девочка» (feat. Елена Корикова)             | Влад Опельянц      | Sex/Platinum 1/RMX — EP                  |
| 2008 | «Одиночество любви»                                 | Стас Гринев        | Sex/Platinum 1/RMX — EP                  |
| 2009 | «Ева»                                               | Влад Опельянц      | Sex/Platinum 1/RMX — EP                  |
| 2009 | «Девочки-лунатики»                                  | Алексей Дубровин   | Sex/Platinum 1                           |
| 2010 | «Микки»                                             | Алан Бадоев        | Анечка/Platinum 1                        |
| 2010 | «Роман»                                             | Владилен Разгулин  | Анечка/Platinum 1/RMX — EP               |
| 2011 | «Мама-Америка»                                      | Сергей Ткаченко    | Анечка/Platinum 1                        |
| 2011 | «Мальчик»                                           | Анна Плетнёва      | Sex/Platinum 1                           |
| 2011 | «Деревья»                                           | Сергей Ткаченко    | Анечка                                   |
| 2012 | «Москва» (feat. DJ Smash)                           | Марат Адельшин     | Very Dance                               |
| 2012 | «Нанана» (feat. Bobina)                             | Сергей Ткаченко    | Very Dance                               |
| 2012 | «Танцуй в последний раз» (feat. Roma Kenga)         | Сергей Ткаченко    | Very Dance                               |
| 2012 | «Свежая вода» (feat. ChinKong)                      | Сергей Ткаченко    | Very Dance                               |
| 2013 | «Play» (feat. Kirill Clash)                         | Михаил Романовский | Very Dance                               |
| 2013 | «Знак Водолея»                                      | Сергей Ткаченко    | Decamerone/RMX — EP                      |
| 2013 | «Три желания» (feat. DJ Smash)                      | Сергей Ткаченко    | Decamerone                               |
| 2014 | «Когда рядом ты»                                    | Сергей Ткаченко    | Decamerone                               |
| 2014 | «Кризис»                                            | Алексей Ракитин    | Decamerone                               |
| 2015 | «Город, где сбываются мечты» (feat. DJ Smash)       | Вадим Ватагин      | без альбома                              |
| 2016 | «Сны»                                               | Андрей Тельминов   | без альбома                              |
| 2016 | «Кто хочет стать королевой»                         | Сергей Ткаченко    | без альбома                              |
| 2017 | «Подруга» (feat. Марина Федункив)                   | Сергей Ткаченко    | без альбома                              |
| 2017 | «Игрушки»                                           | Сергей Ткаченко    | без альбома                              |
| 2017 | «Лалалэнд»                                          | Serghey Grey       | без альбома                              |
| 2019 | «Преступление и наказание»                          | Денис Шкедов       | Навсегда                                 |
| 2020 | «Из Токио»                                          | Даниил Величко     | Навсегда                                 |
| 2020 | «Новая жизнь»                                       | Serghey Grey       | без альбома                              |
| 2020 | «Белая 2.0» (feat. Никита Киоссе)                   | Serghey Grey       | без альбома                              |
| 2021 | «С замиранием сердца»                               | Serghey Grey       | Быстрые движения — EP (Винтаж & Red Max) |
| 2021 | «Наревусь»                                          | Дмитрий Изоськин   | без альбома                              |
| 2021 | «Быстрые движения»                                  | Сергей Ткаченко    | Быстрые движения — EP (Винтаж & Red Max) |
| 2021 | «Ответь»                                            | Сергей Ткаченко    | без альбома                              |
| 2021 | «Москва» (Cover Слот)                               | Sergey Kondratev   | без альбома                              |
| 2022 | «Автоответчик»                                      | Григорий Шмаков    | без альбома                              |
| 2022 | «Лети за солнцем» (Filatov & Karas Mix)             | Сергей Виноградов  | без альбома                              |
| 2022 | «Вот и всё» (feat. Red Max)                         | Андрей Николаев    | без альбома                              |
| 2022 | «Родные люди»                                       | Андрей Николаев    | без альбома                              |
| 2023 | «Вариации»                                          | Рина Касюра        | без альбома                              |
| 2023 | «Плохая девочка» (feat. Травма, Skidri и Dvrklxght) | Кирилл Николаев    | без альбома                              |
| 2023 | «Госпожа» (т/с «Госпожа») (feat. Травма)            | Талгат Сафаров     | без альбома                              |
| 2024 | «Патрики»                                           | Иоанн Степанченко  | TBA                                      |